# Сідней морнінг геральд
«Сідней морнінг геральд» (англ. The Sydney Morning Herald перекладається як «Сіднейський ранковий вісник»), SMH — щоденна газета у форматі таблоїда, що публікується видавництвом Fairfax Media в Сіднеї (Австралія). Заснована 1831 року з назвою Sydney Herald (укр. Сідней геральд), «Сідней морнінг геральд» є однією з найстаріших газет, що безперервно видаються в Австралії. Газета виходить по буднях і в суботу. Недільний випуск газети називається The Sun-Herald. Придбати газету можна в торгових точках у Сіднеї, Новому Південному Уельсі, Канберрі, Південно-східному Квінсленді (Брисбен, Голд-Кост і Саншайн-Кост).

## Огляд
«Сідней морнінг геральд» — видання, що дотримується високих стандартів журналістики, проте у 2006 році газета зазнала критики з приводу перетворення на жовту пресу, з підвищеною увагою до чуток, великими фотографіями і крикливими заголовками.
Газету критикували за лівоцентристські погляди. Це пояснювалося тим, що в газеті працюють журналісти-лівоцентристи, такі як феміністка Адель Горін. Разом з тим, у газеті працюють журналісти помірних поглядів, такі як, наприклад, Пітер Гартчер. Крім того, в газеті регулярно публікуються коментарі консерваторів, таких як Пол Шіен і Пітер Райт.
Видавництво Fairfax Media публікує різні додатки до газети, серед яких журнали Good Weekend (що включається в суботній випуск The Age і The Sydney Morning Herald), the(sydney)magazine і його аналог, the(melbourne)magazine, що публікуються в Сіднеї і Мельбурні відповідно. Крім того, публікується багато інших видань, зокрема кобрендингових з Fairfax Media, які використовують рекламні онлайн-майданчики видавництва:
- The Guide (телебачення) щопонеділка.
- Good Living (про кулінарію і продуктах харчування) і Domain (про нерухомість) щовівторка.
- Money (про особисті заощадження) щосереди.
- Drive (для автолюбителів), Metro (про розваги) щоп'ятниці.
- News Review (огляд новин), Spectrum (путівник по виставках і розвагах), Domain, Drive і MyCareer (про працевлаштування) щосуботи.

Згідно з програмою скорочення витрат 2008 року деякі видання передано стороннім виробникам.
Згідно з дослідженням компанії Roy Morgan Research, у період від березня 2010 до березня 2011 року, читаність газети The Sydney Morning Herald становила 766 000 разів у будні і 1 014 000 разів у суботу. Бюро аудиту тиражів опублікувало інформацію про те, що в грудні 2013 року середній тираж газети в будні становив 131 737 примірників, а в суботу — 228 392 примірники. Порівняно з аналогічним періодом минулого року тиражі впали на 16 %.
Головним редактором газети є Даррен Ґудсір (англ. Darren Goodsir). Колишні головні редактори: Вільям Карнау, Ендрю Ґарран, Шон Елмер (англ. Sean Aylmer), Фредерік Верд, Чарльз Флетчер, Колін Бінґгем (англ. Colin Bingham), Макс Пріск (англ. Max Prisk), Джон Александер (англ. John Alexander), Пол Макгіох, Алан Ревелл (англ. Alan Revell), Алан Оклі, Пітер Фрей (англ. Peter Fray).

## Історія

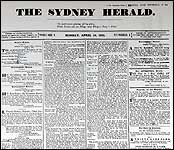
Обкладинка першого випуску газети, 18 квітня 1831 року.

Троє співробітників колишньої Sydney Gazette: Ворд Стівенс (англ. Ward Stephens), Фредерік Стокс (англ. Frederick Stokes) і Вільям Макґарві 1831 року заснували газету The Sydney Herald. Чотиристорінковий тижневик випускався тиражем 750 примірників. 1840 року газета стала виходити щодня. 1841 року англієцьДжон Ферфакс викупив газету і наступного року перейменував її на The Sydney Morning Herald. Ферфакс, сімейний бізнес якого контролював газету протягом близько 150 років, визначив редакційну політику
на принципах щирості, чесності і честі. Ми не маємо найменшого бажання ввести в оману, не маємо ніякого інтересу в задоволенні [читачів] шляхом нещадного лихослів'я або невибіркового схвалення.Оригінальний текст (англ.)
upon principles of candour, honesty and honour. We have no wish to mislead; no interest to gratify by unsparing abuse or indiscriminate approbation.
The Sydney Morning Herald почала друкувати новини замість оголошень на головній сторінці з 15 квітня 1944 року, пізніше від багатьох інших газет. Зі столичних газет Австралії тільки The West Australian[en] зробила це пізніше. 1949 року запущено недільне видання, The Sunday Herald. Через чотири роки, 1953 році, The Sunday Herald об'єднано з придбаним тижневиком Sun. Об'єднане видання, The Sun-Herald, публікується донині.
1995 року компанія запустила новинний вебсайт smh.com.au. Інтерактивні та мультимедійні можливості сайту дозволили вийти за рамки контенту друкованого видання. Приблизно тоді ж компанія переїхала з Джонс-стріт (англ. Jones Street) до нового офісу в Дарлінг-парку (англ. Darling Park) і побудувала нову друкарню в Чуллорі. Відтоді редакція The Sydney Morning Herald переїхала ще раз, разом з іншими підрозділами Sydney Fairfax, до будівлі на півострові Дарлінг.
У травні 2007 року компанія Fairfax Media оголосила, що за прикладом The Times, газети The Sydney Morning Herald і The Age перейдуть з великого формату broadsheet на менший формат compact або таблоїд. Потім, того ж 2007 року, Fairfax Media відмовилася від цих планів. Проте, у червні 2012 року Fairfax Media знову заявила про наміри випускати обидві газети у форматі таблоїда з березня 2013 року. Fairfax також оголосила про свій намір скоротити число співробітників компанії на 1900 чоловік протягом трьох років і ввести платний доступ на вебсайти газет. Планувалося використовувати модель підписки Freemium, з обмеженням доступу за кількістю безплатних статей, доступних для прочитання за місяць, з оплатою для подальшого доступу. Цей анонс був частиною загальної стратегії «digital first» (укр. спочатку цифра) щодо збільшення частки цифрового вмісту або онлайну порівняно з друкованою продукцією, збільшення редакційного матеріалу, а також з метою задоволення побажання керівництва компанії щодо «повної інтеграції видань в онлайні, друкованих видань і видань на мобільних пристроях».
У липні 2013 року директор новинного блоку, Даррен Гудсір (англ. Darren Goodsir), змінив на посаді головного редактора газети, Шона Ейлмера (англ. Sean Aylmer).
22 лютого 2014 року вийшов останній суботній випуск газети у великому форматі broadsheet. Від 1 березня 2014 року газета почала публікуватися в компактному форматі.

## Політична точка зору
The Sydney Morning Herald підтримувала австралійську лейбористську партію тричі: на парламентських виборах 1961 року, парламентських виборах 1984 року і на виборах у штатах в 2003 році. В ході виборчої кампанії 2004 року в газеті з'явилося повідомлення про те, що The Sydney Morning Herald «більше не підтримувала б жодну партію в ході виборчої кампанії». Політичні погляди газети могли бути переглянуті, щоб:
по справжньому жахливий уряд будь-якого кольору, наприклад, не був би переоцінений.Оригінальний текст (англ.)
A truly awful government of any colour, for example, would bring reappraisal.— 
Після цього The Sydney Morning Herald підтримала консервативну коаліцію на виборах у Новому Південному Уельсі 2007 року, і підтримала лейбористів на парламентських виборах 2007 року і 2010 року.
В XXI столітті газета брала участь в організації політичних кампаній, зокрема «Кампанії за Сідней» (планування і транспорт) і «Година Землі» (навколишнє середовище).

## Відомі автори
- Енн Девіс[en]
- Пітер Фітцсаймонс[en]
- Росс Гіттінс[en]
- Пітер Хартчер[en]
- Ґерард Гендерсон[en]
- Адель Горін[en]
- Гарольд Кіппакс[en]
- Рой Мастерс[en]
- Пол Шієн[en]
- Майк Карлтон[en]

## Власність
Fairfax стала відкритим акціонерним товариством 1957 року і розширювалася шляхом придбання часток у журналах, радіо- і телевізійних компаніях. Акції компанії різко впали 11 грудня 1990 року, коли Ворвік Ферфакс, прапраправнук Джона Ферфакса, спробував приватизувати групу компаній, взявши кредит на 1,8 млрд доларів. Групу компаній викупив Конрад Блек. 1992 року акції компанії були повторно зареєстровані на біржі. 2006 року Fairfax оголосила про злиття з Рурал Прес, в якій одним з провідних співробітників був член родини Ферфакс Джон Б. Ферфакс (англ. John B. Fairfax).

## Контент

### Column 8
Колонка 8 (укр. Восьма колонка) — коротка колонка, в якій читачі Sydney Morning Herald діляться своїми спостереженнями і коментарями. Вперше опублікованj 11 січня 1947 року. Свою назву колонка отримала через те, що спочатку вона розміщувалася на останній (8-й) колонці титульної сторінки газети, що випускалася у великому форматі broadsheet. Під час підготовки до літніх олімпійських ігор у Сіднеї 2000 року титульна сторінка газети зазнала зміни в дизайні, і з 31 липня 2000 року восьма колонка перемістилася на другу сторінку газети.
В колонці обговорюються, як правило, різні цікаві спостереження, дивацтва, каламбури, міські вивіски, написані ламаною англійською, а також більш або менш езотеричні теми.
Колонку іноді жартома називають Granny (укр. бабуся), на честь вигаданої літньої жінки, яка нібито редагувала цю колонку. Логотип з бабусею використовувався в колонці протягом перших 20 років і іноді з'являвся в спеціальній ретроспективі. Логотип був карикатурою на Сідні Дімера, автора колонки, що був її редактором протягом 14 років.
Протягом 15 років редактором колонки був Джордж Річардс (англ. George Richards), який пішов у відставку 31 січня 2004 року. Іншими редакторами колонки, крім Дімера і Річардса були Дункан Томпсон (англ. Duncan Thompson), Білл Фіттер (англ. Bill Fitter), Кол Аллісон (англ. Col Allison), Джим Каннінгем (англ. Jim Cunningham), а також Пітер Баверс і Ленор Ніклін (англ. Lenore Nicklin). Станом на початок березня 2014 року редактором колонки був Пат Шейл (англ. Pat Sheil).

### Opinion
Opinion (укр. Думка) — регулярна рубрика щоденника, що містить коментарі з широкого спектру проблем. Переважно розглядаються поточні політичні, правові та культурні проблеми. В рубриці працюють постійні колумністи, зокрема Філліп Курі (англ. Phillip Coorey), Пом Шієн (англ. Paul Sheehan) і Річард Окленд (англ. Richard Ackland). Іноді публікуються читацькі роботи.

### Good Weekend
Good Weekend (укр. Гарний вікенд) — журнал-додаток до суботнього номера The Sydney Morning Herald і The Age. В ньому міститься в середньому чотири повні статті, написані постійними авторами та їхніми колегами з-за кордону, а також рубрики про їжу, вино і моду. До колективу авторів належать Джанет Гоулі (англ. Janet Hawley), Аманда Готон (англ. Amanda Hooton) і Грег Бірап. Крім того, в журналі є такі рубрики, як «Modern Guru» (укр. Сучасний гуру), в якій гумористи (Денні Кац) відповідають на злободенні питання читачів; судоку; «The Two Of Us» (укр. Двоє з нас), в якій публікуються інтерв'ю з парою близьких друзів, родичів або колег.
Редактором програми Good Weekend є Бен Напарстек (англ. Ben Naparstek). Раніше редакторами журналу були Джудіт Велан (англ. Judith Whelan) і Фенелла Сутер (англ. Fenella Souter).

## Оцифровка
Газету частково оцифрували в рамках програми з оцифрування австралійських газет (ANDP) національної бібліотеки Австралії.